# Stammen 38

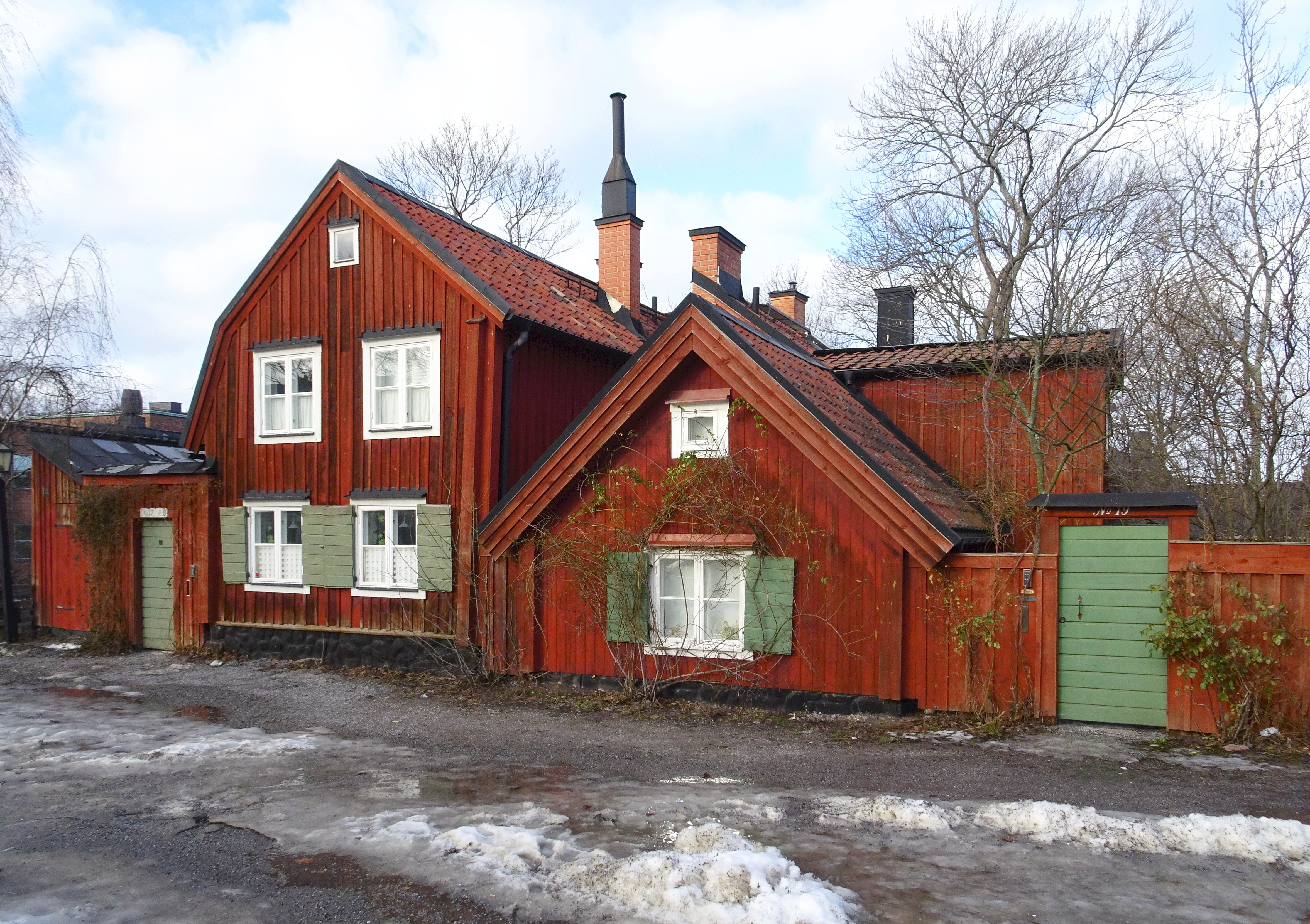
Stigbergsgatan 17–19, februari 2019.

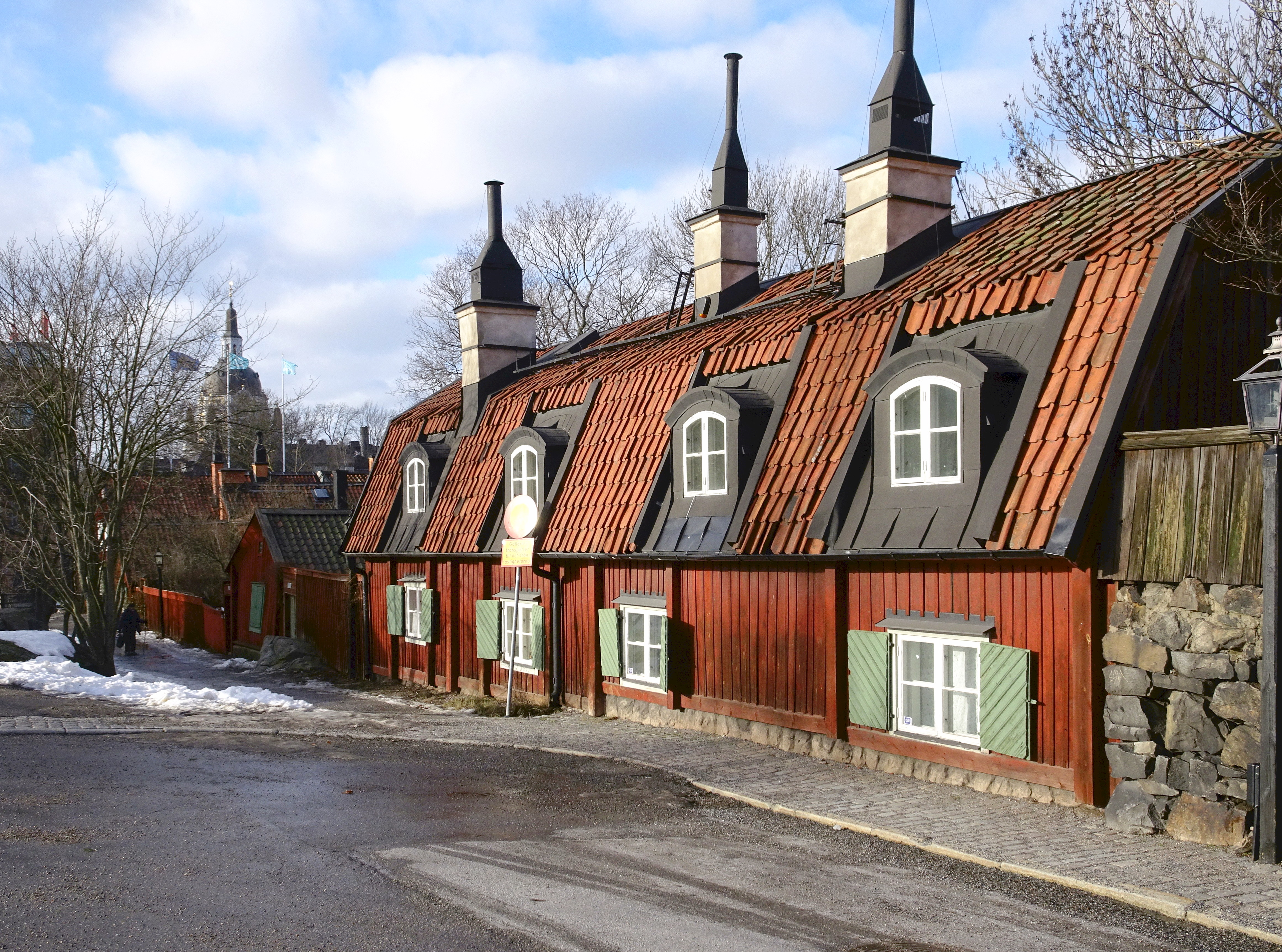
Stigbergsgatan 23, februari 2019.

Stammen 38 är en fastighet med kulturhistoriskt värdefull bebyggelse vid Stigbergsgatan 17–19 och 23A–B belägen på nordöstra Södermalm i Stockholm. Fastigheten består av flera trähus uppförda på 1720- och 1730-talen. Kvarteret visar hur Stockholms fattigare befolkning kunde bo och är idag mycket värdefull ur både bebyggelse- som socialhistorisk synvinkel.
De små rödmålade stugorna med sina gröna fönsterluckor upprustades varsamt i början av 1980-talet. De har blivit ett pittoreskt inslag på Stigbergsgatans nordvästra del och är ett ofta fotograferad turistmotiv. Stammen 38 ägs av AB Stadsholmen och är blåmärkt av Stadsmuseet i Stockholm, vilket innebär "att bebyggelsen bedöms ha synnerligen höga kulturhistoriska värden".

## Kvarteret
Kvarteret Stammen begränsas av Fjällgatan i norr och Stigbergsgatan i söder. Ett tidigare namn var kvarteret Justitia. Här låg Södermalms galgberg, som var Stockholms avrättningsplats under större delen av 1500- och 1600-talen. I Holms tomtbok från 1674 kallas området Quarteret Galgeberget med Gallgebergets gatan i norr som är Fjällgatans äldsta kända namn. Avrättningsplatsen flyttades i slutet av 1600-talet till en backe söder om Skanstull (se Galgbacken, Hammarbyhöjden) varpå trakten kring Stigbergsgatan kunde frigöras för bostadsbebyggelse. Den första bebyggelsen utplånades dock i Katarinabranden 1723 varför dagens äldsta hus uppfördes på 1720-talet, strax efter branden. På 1930-talet namnändrades delen öster om Sista Styverns trappor (från Fjällgatan nummer 30 till 40) i kvarteret Kronan.

## Rivningsplaner och varsam upprustning

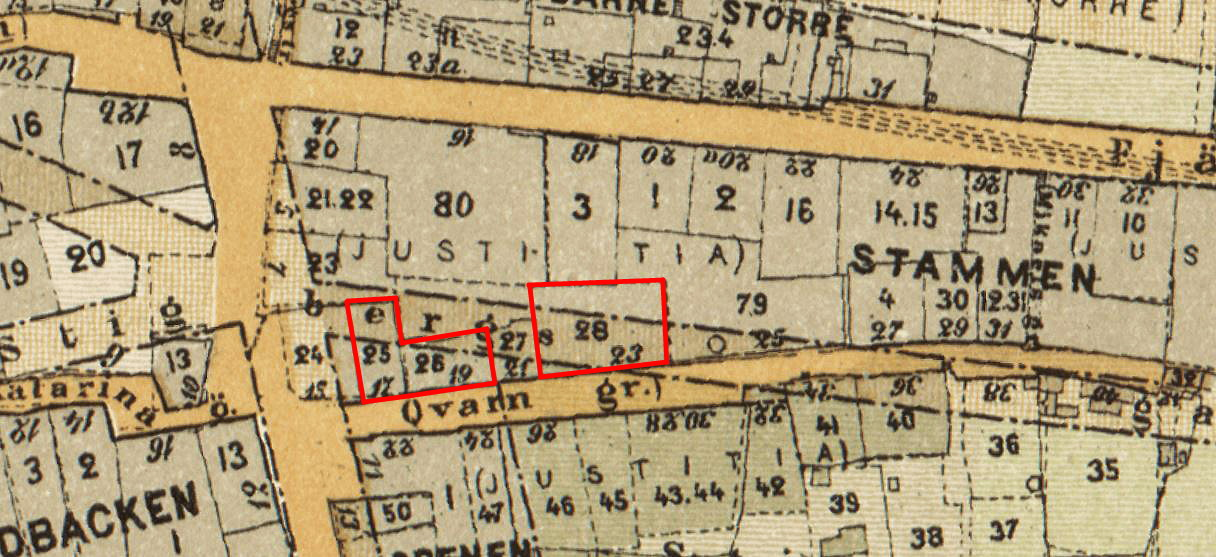
Kvarteret Stammen 1899. Fastighet Stammen 38 inom röd markering.

Fastigheten förvärvades i omgångar 1892, 1900 och 1910 av Stockholms stad som planerade rivning eftersom den uträtade Stigbergsgatan skulle dras rakt över bebyggelsen och sammankopplas med den nedsprängda Renstiernas gata. Så blev det dock inte. Redan 1913 motionerade Anna Lindhagen att trakten kring Stigberget skulle bli ett kulturreservat och räddas åt eftervärlden. Beslutet kom dock först 1956, långt efter hennes död. 
Idag slutar Stigbergsgatan som återvändsgränd högt över Renstiernas gata som enbart kan nås via trätrappan Mamsell Josabeths trappor. Fastighetsbeståndet moderniserades och renoverades i början av 1980-talet efter ritningar av arkitekt Bengt Härlin med AB Familjebostäder som beställare. Nuvarande Stammen 38 är en hopslagning av de äldre kvarteren Stammen (eller Justitia) 25, 26 och 28. Stammen 27 kvarstår som egen fastighet med adress Stigbergsgatan 21. Där ligger sedan 1982 museilägenheten Blockmakarens hus som behölls i ursprungligt, omoderniserat skick. Till fastigheten Stammen 38 hör även gångstigen framför husen. 

## Historiska bilder

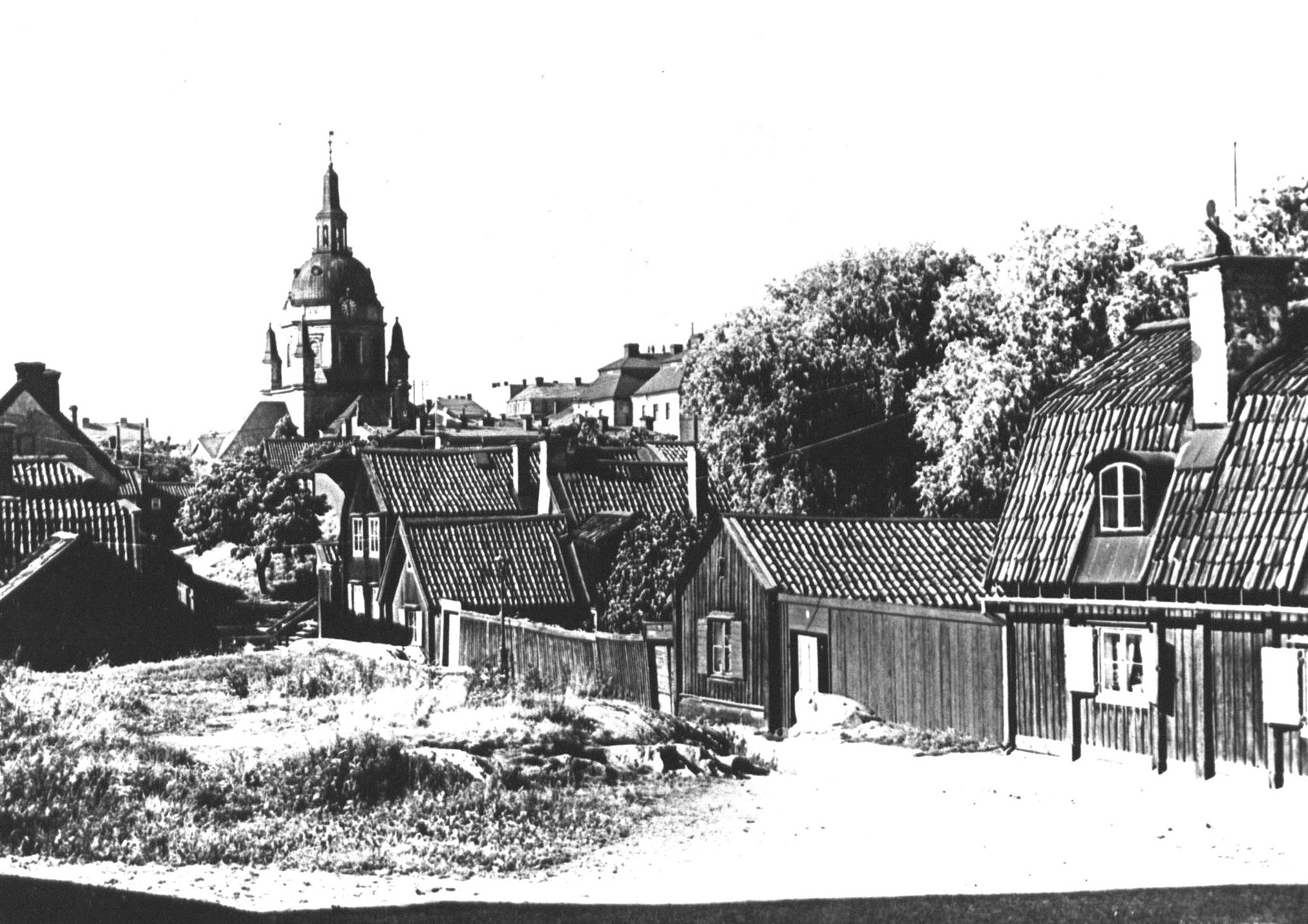
Stigbergsgatan 23 (närmast), 21, 19 och 17, Katarina kyrka i bakgrunden.
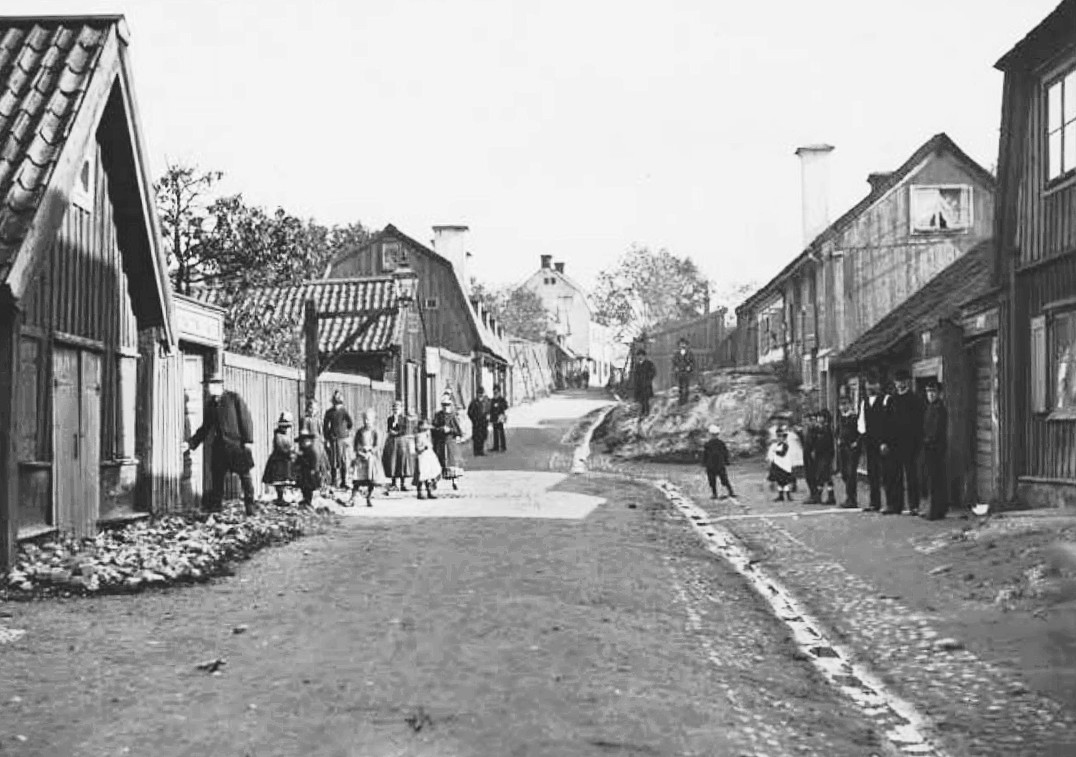
Stigbergsgatan österut, närmast till vänster syns nuvarande nummer 19, 1890-tal.
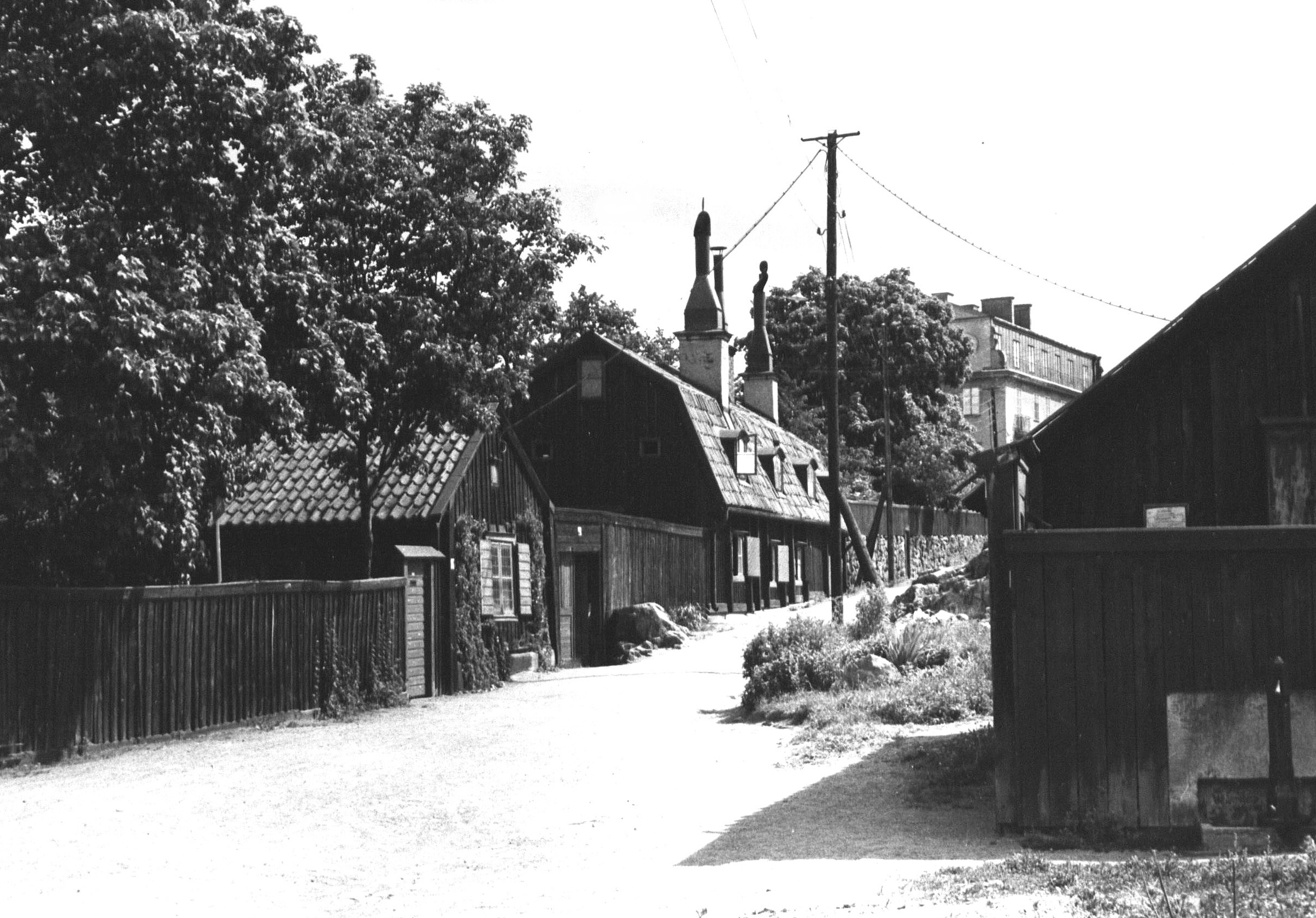
Stigbergsgatan 21 och 23, österut, 1950-tal.
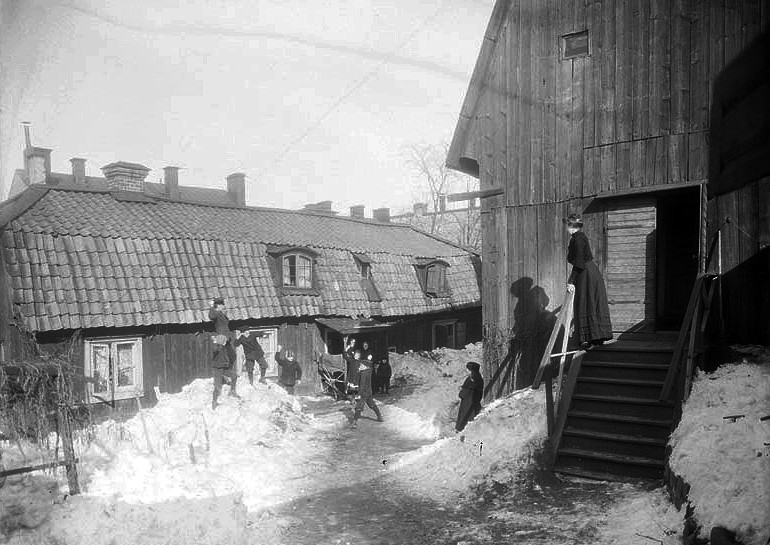
Gården Stigbergsgatan 23. Gathuset syns till höger, gårdshuset revs på 1930-talet.

## Byggnadshistorik

### Stigbergsgatan 17

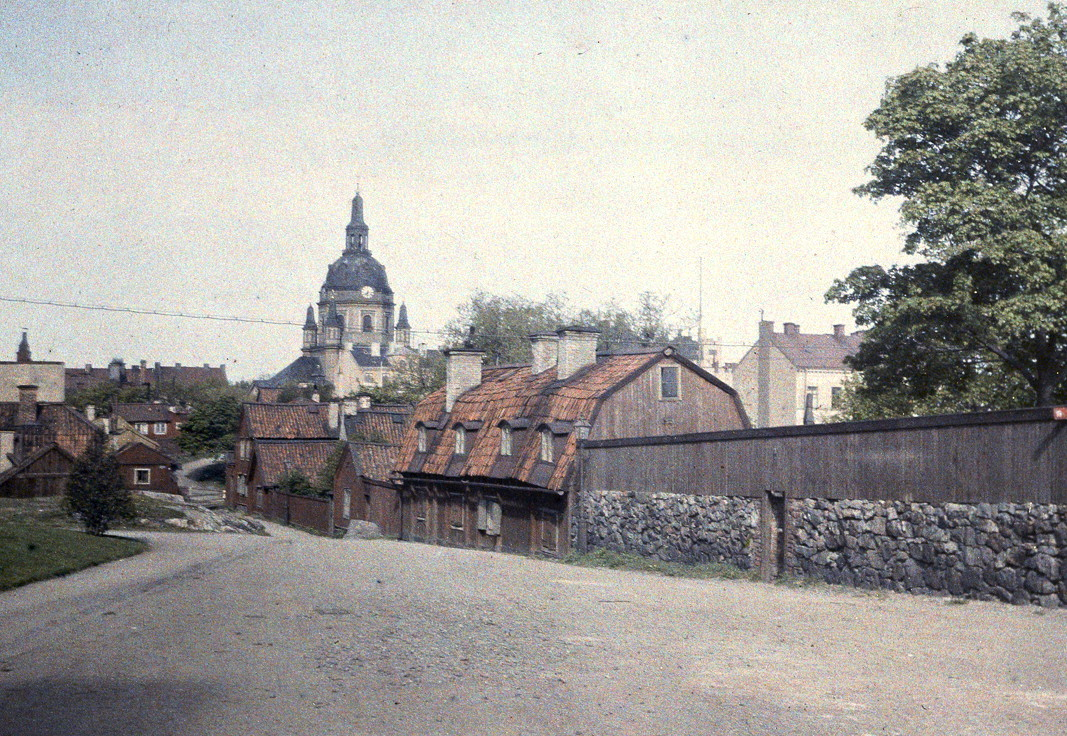
Stigbergsgatan 23 (närmast), 21, 19 och 17, vy västerut, Katarina kyrka reser sig i bakgrunden. Färgfotografi taget av Gustaf W:son Cronquist 1925.

Bebyggelsen vid dagens Stigbergsgatan 17 består av ett gathus i två våningar med gaveln mot gatan och ett gårdshus som förlänger gathuset inåt gården. Båda byggnaderna fanns redan år 1730 och ägdes då av stadsbåtsmannen Olof Krok. Han sålde egendomen 1779 till strumpvävaren A. Söderberg som lät reparera och upprusta gathuset med bland annat nya eldstäder, ny inredning och nytt taktegel. 
Det följde fler ägare, bland dem sjötullsupplysningsmannen Thulander och därefter hans änka B.M. Thulander som innehade egendomen mellan 1830- och 1860-talet samt kryddkramhandlaren G.A. Bastman som ägde fastigheten under 1870- och 1880-talen. Sedan renoveringen 1779 och fram till moderniseringen 1980 var byggnaderna i stort sett oförändrade.

### Stigbergsgatan 19
Tätt intill Stigbergsgatan 17 står hus nummer 19, också med gaveln mot gatan. Liksom nummer 19 uppfördes det på 1720-talet, strax efter Katarinabranden. Den timrade byggnaden i en våning brandförsäkrades först i början av 1800-talet. Där framgår att huset hade brädtak och inåt gården stod en timrad byggnad med torvtak som innehöll en bjälkkällare och kök med förstuga. 
På 1800-talets första hälft uppges som ägare till fastigheten bland andra kofferdikaptenen Cornelius Nannings arvingar, viktualiehandlaren Erik Blåberg och järnhandlaren Carl Löfberg. Nanning och Blåberg ägde även grannfastigheten i norr, dagens Stammen 19, där Blåberg hade sin handelsbod i huset Fjällgatan 16 (nuvarande Teater Dur & Moll). Löfberg bodde på gården tillsammans med hustru, fyra barn och en fosterdotter med barn. I mitten av 1800-talet inreddes gathusets vind. I 1858 års brandförsäkring framgår att bottenvåningen innehöll en salubod med entré från gatan (numera omändrad till fönster) samt tre rum med kakelugnar och ett kök med spis.

### Stigbergsgatan 23
Gathuset nummer 23 uppfördes under 1730-talet och placerades med långsidan mot gatan. Ägaren var arklimästaren Johan Kiällbom. På 1740-talet tillbyggdes huset under stoftvävaren Isac Långfelt och 1773 inreddes vinden. Då fanns fyra bostäder i gathuset och en stor bjälkkällare. Först vid mitten av 1800-talet fick gathuset sin nuvarande långsträckta form genom en tillbyggnad på västra gaveln. Husets bostäder hade kakelugnar, tapeter och paneler och köken var utrustade med spis. Yttertaket var brutet och täckt med tegel. På gården fanns flera mindre byggnader som, med undantag av ett uthus, inte finns längre.

## Nutida bilder

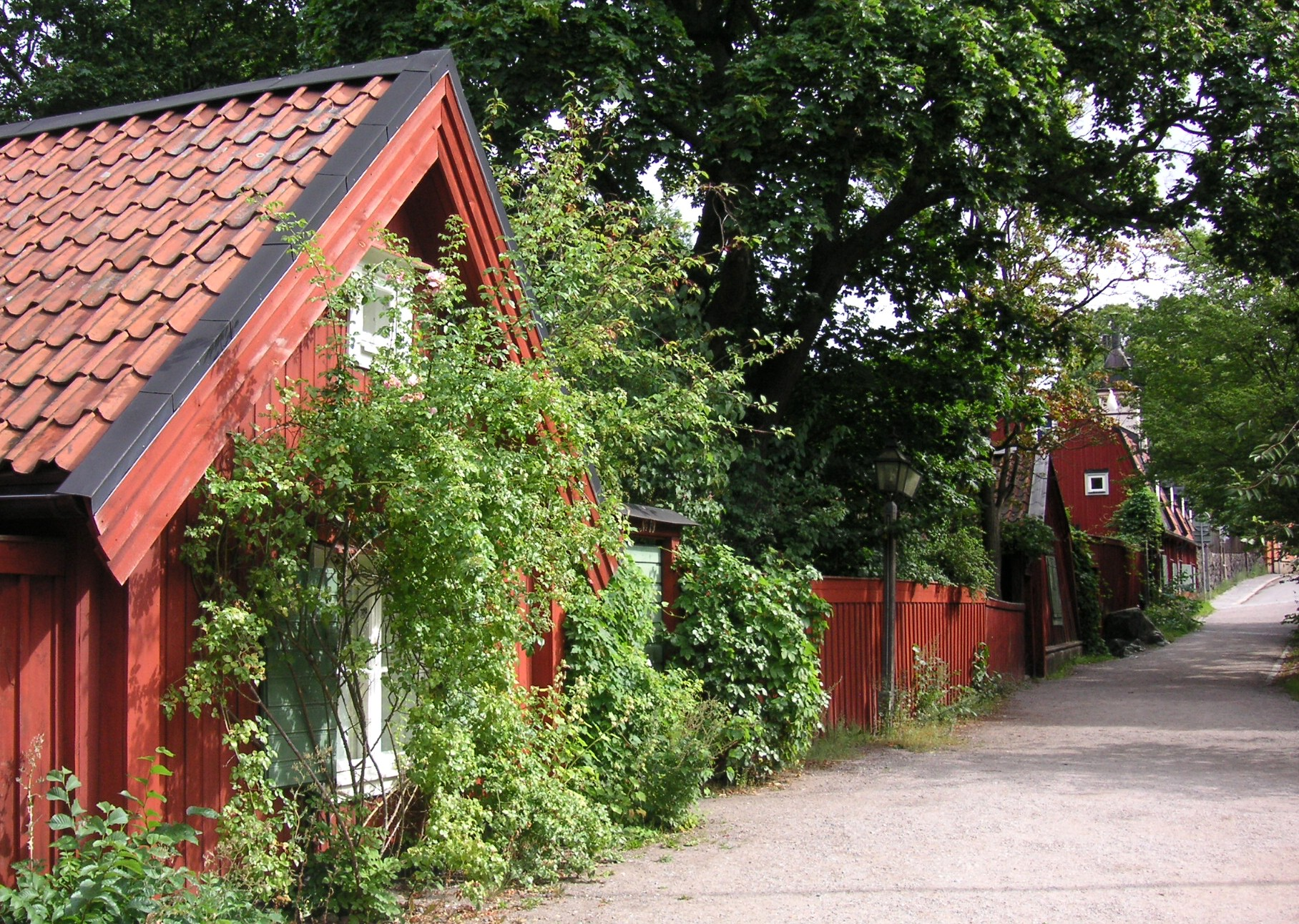
Stigbergsgatan 19 på sommaren 2009.
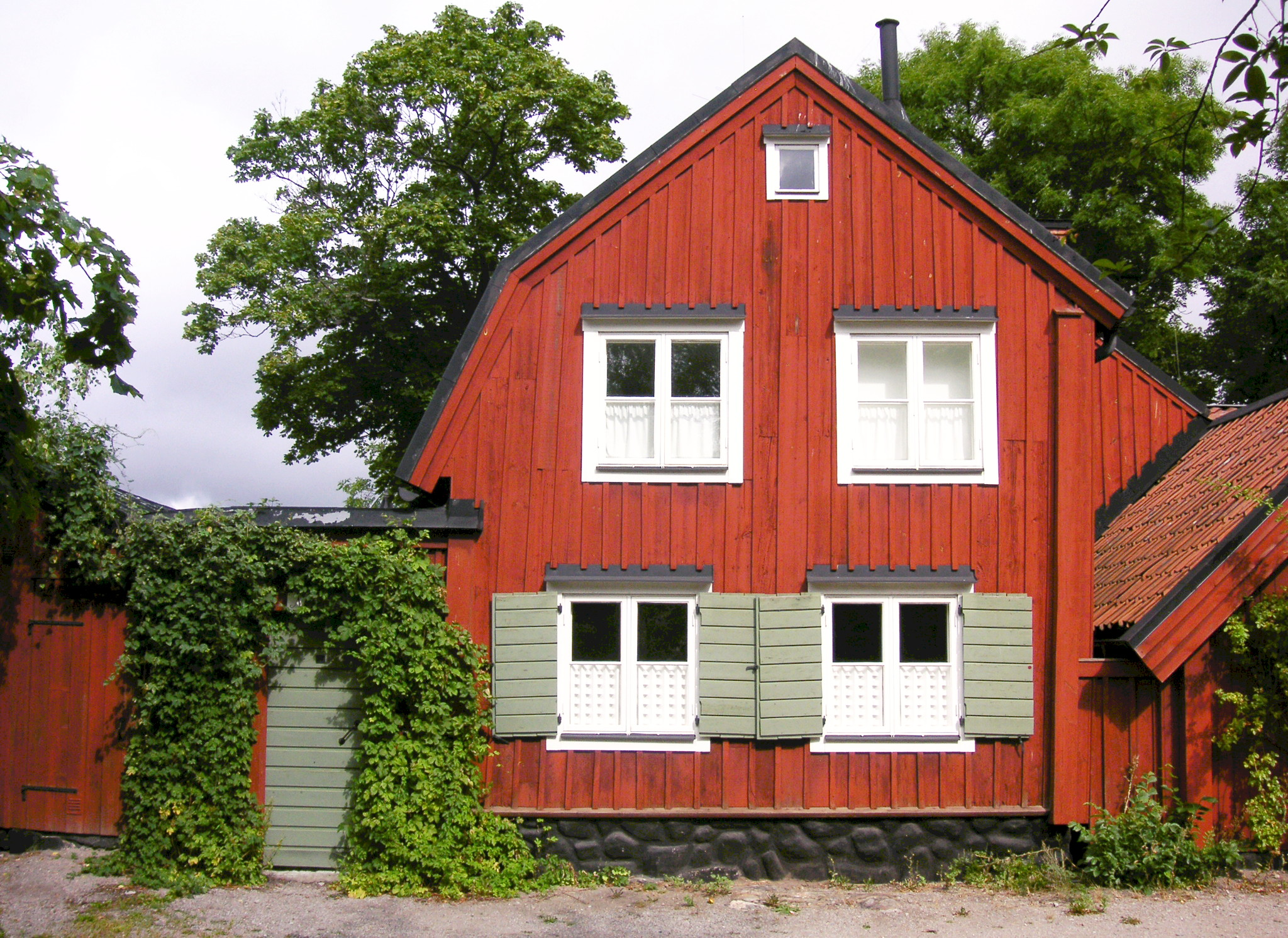
Stigbergsgatan 17 på sommaren 2009.
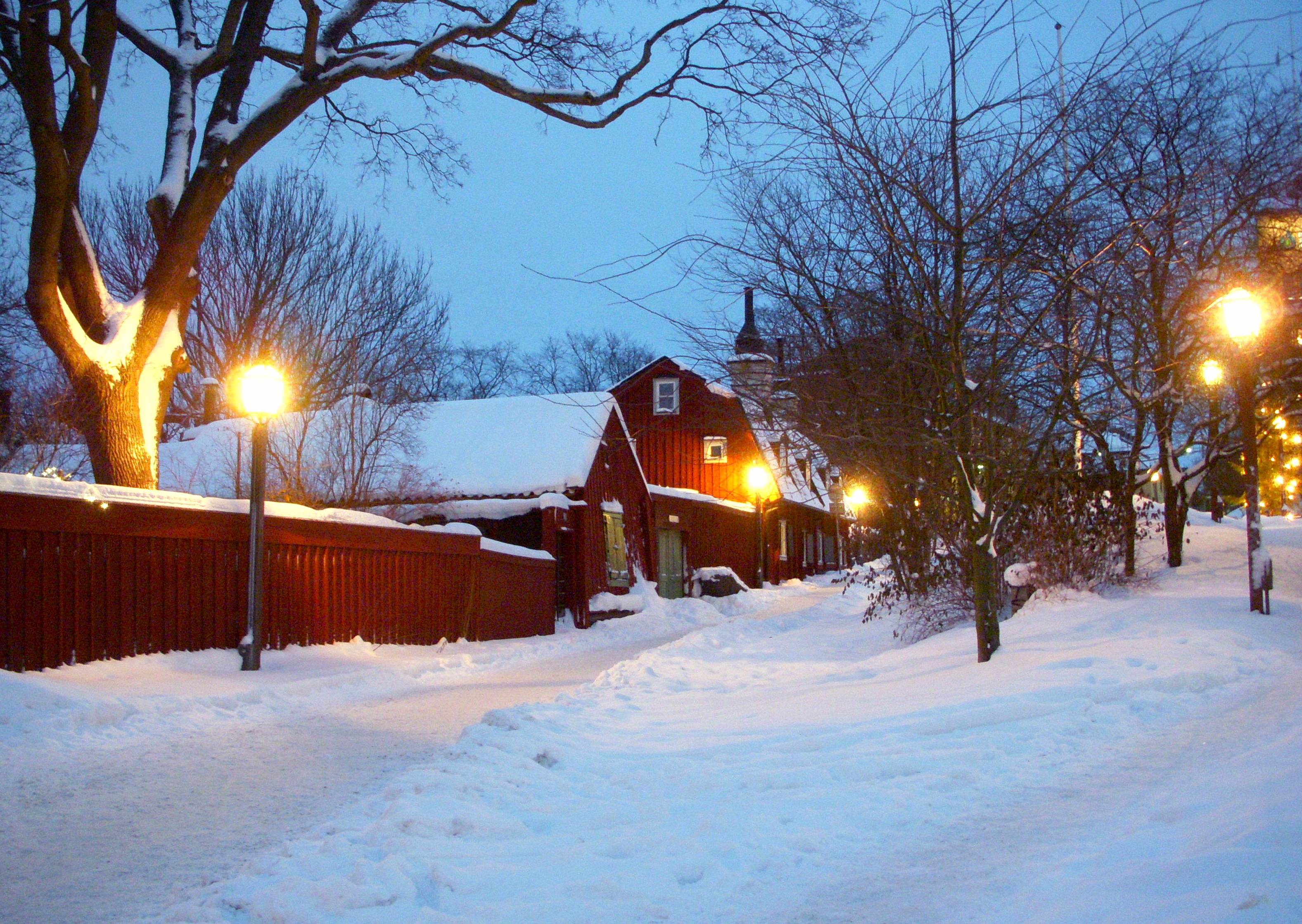
Stigbergsgatan 21 och 23 på vintern 2010.
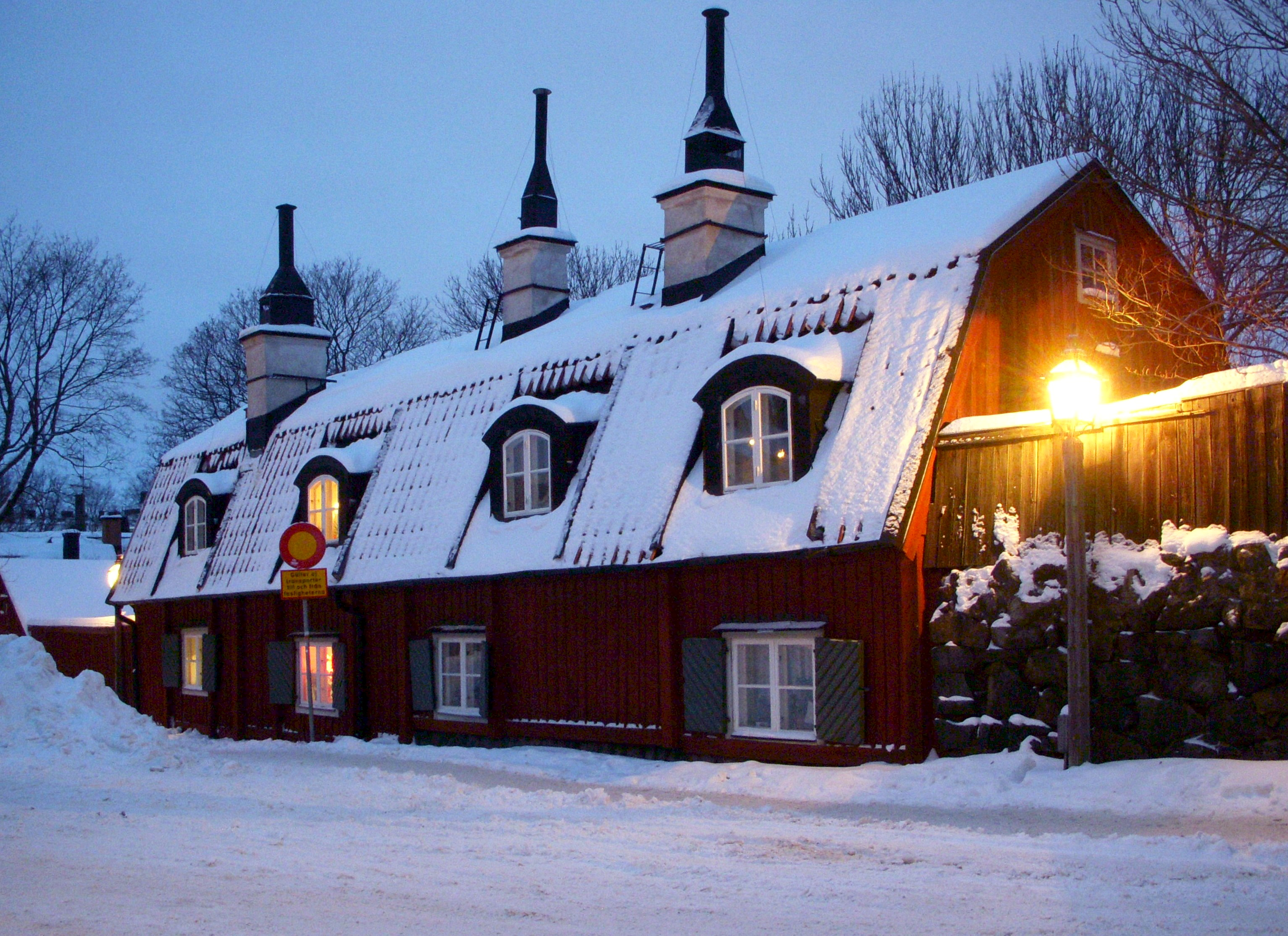
Stigbergsgatan 23 på vintern 2010.